# Miloš Ninković
Miloš Ninković, cyr. Милош Нинковић (ur. 25 grudnia 1984 w Belgradzie) – serbski piłkarz, grający na pozycji pomocnika. Od 2015 roku jest zawodnikiem klubu Sydney FC.

## Kariera piłkarska

### Kariera klubowa
Miloš Ninković do 2004 roku występował w serbskim klubie FK Čukarički a później podpisał kontrakt z Dynamem Kijów, z którym odnosił największe sukcesy. 20 grudnia 2012 roku został wypożyczony do francuskiego Evian Thonon Gaillard FC. 4 lipca 2013 przeszedł do FK Crvena zvezda. 29 sierpnia 2014 powrócił do Evian Thonon Gaillard FC, podpisując kontrakt z nowym starym klubem. 16 lipca 2015 roku podpisał dwuletni kontrakt z Sydney FC. 9 maja 2017 kontrakt został przedłużony o kolejne dwa lata.
| Sezon   | Klub             | Kraj      | Rozgrywki Krajowe | Mecze | Bramki | Rozgrywki Kontynentalne             | Mecze | Bramki |
| ------- | ---------------- | --------- | ----------------- | ----- | ------ | ----------------------------------- | ----- | ------ |
| 2004/05 | Dynamo Kijów     | Ukraina   | Premier-liha      | 0     | 0      | Liga Mistrzów UEFA                  | 1     | 0      |
| 2005/06 | Dynamo Kijów     | Ukraina   | Premier-liha      | 3     | 0      | –                                   | –     | –      |
| 2006/07 | Dynamo Kijów     | Ukraina   | Premier-liha      | 5     | 0      | –                                   | –     | –      |
| 2007/08 | Dynamo Kijów     | Ukraina   | Premier-liha      | 17    | 2      | Liga Mistrzów UEFA                  | 3     | 0      |
| 2008/09 | Dynamo Kijów     | Ukraina   | Premier-liha      | 20    | 5      | Liga Mistrzów UEFA Liga Europy UEFA | 3 11  | 0      |
| 2009/10 | Dynamo Kijów     | Ukraina   | Premier-liha      | 26    | 4      | Liga Mistrzów UEFA                  | 6     | 0      |
| 2010/11 | Dynamo Kijów     | Ukraina   | Premier-liha      | 13    | 1      | Liga Europy UEFA                    | 7     | 0      |
| 2011/12 | Dynamo Kijów     | Ukraina   | Premier-liha      | 16    | 1      | Liga Europy UEFA                    | 6     | 1      |
| 2012/13 | Dynamo Kijów     | Ukraina   | Premier-liha      | 5     | 1      | Liga Mistrzów UEFA                  | 4     | 0      |
| 2012/13 | Evian TG (wyp.)  | Francja   | Ligue 1           | 17    | 1      | –                                   | –     | –      |
| 2013/14 | FK Crvena zvezda | Serbia    | Super liga Srbije | 27    | 5      | –                                   | –     | –      |
| 2014/15 | Evian TG         | Francja   | Ligue 1           | 8     | 0      | –                                   | –     | –      |
| 2015/16 | Sydney FC        | Australia | Hyundai A-League  | 25    | 4      | Liga Mistrzów AFC                   | 7     | 1      |
| 2016/17 | Sydney FC        | Australia | Hyundai A-League  | 28    | 9      | -                                   | -     | -      |
| 2017/18 | Sydney FC        | Australia | Hyundai A-League  | 25    | 6      | Liga Mistrzów AFC                   | 4     | 1      |
| 2018/19 | Sydney FC        | Australia | Hyundai A-League  | 25    | 2      | Liga Mistrzów AFC                   | 3     | 0      |
| 2019/20 | Sydney FC        | Australia | Hyundai A-League  | 4     | 1      |                                     |       |        |

Stan na: 1 listopada 2019 r.

### Kariera reprezentacyjna
Miloš Ninković debiutował w reprezentacji Serbii w 2009.

## Sukcesy i odznaczenia

### Sukcesy klubowe
- mistrz Ukrainy: 2004, 2007, 2009
- zdobywca Pucharu Ukrainy: 2005, 2006, 2007
- zdobywca Superpucharu Ukrainy: 2004, 2006, 2007, 2009
- mistrz Australii: 2017, 2019
- zdobywca FFA Cup: 2018

### Sukcesy indywidualne
- zdobywca Medalu Johhny'ego Warrena za sezon 2016/17